# مغالطه تپه‌وحیاط

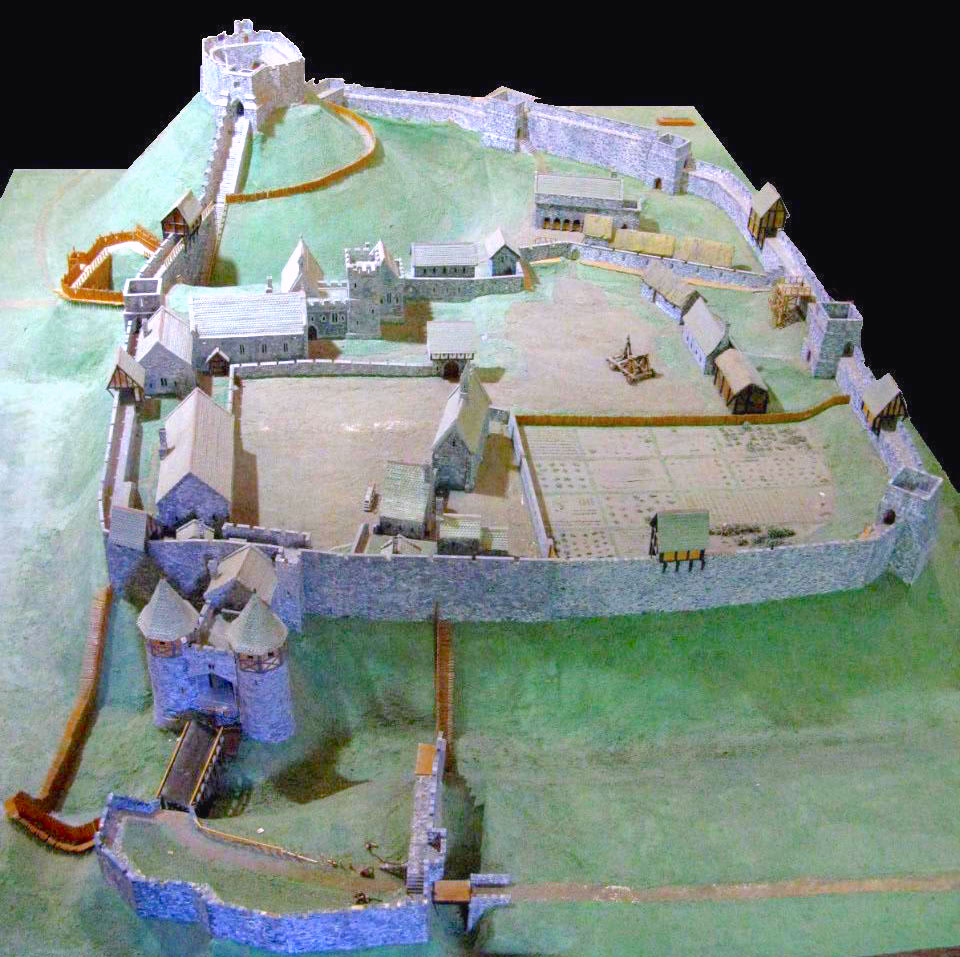
قلعه تپه و حیاط

مغالطه تپه‌وحیاط (انگلیسی: Motte-and-bailey fallacy) نوعی مغالطه غیرصوری است که در آن شخص آورندهٔ برهان دو موضع متفاوت اما شبیه به هم می‌گیرد، یکی موضعی نسبتاً ساده که دفاع از آن آسان باشد («تپه») و دیگری موضعی بحث‌برانگیز و جدال‌آمیز («حیاط»). موضع گوینده در واقع آن موضع جدال‌آمیز (حیاط) است، اما هر گاه که به چالش کشیده شود اصرار می‌کند که موضعش آن موضع ساده و دفاع‌پذیر (تپه) است.
پس از عقب‌نشینی به تپه و دفاع از آن موضع، گوینده می‌تواند ادعا کند که موضع اصلی و جدال‌آمیز او (حیاط) رد نشده‌است (چرا که منتقدان به حیاط حمله نکردند)
یا اینکه منتقدان انسان‌هایی غیرمنطقی و نامعقولند (چرا که حمله به «حیاط» با حمله به «تپه» را یکسان دانسته‌اند).

## تاریخچه
قلعه تپه‌وحیاط یا قلعه مات‌وبِیْلی (انگلیسی: Motte-and-bailey castle) نوعی برجک دفاعی سنگی یا چوبی بود که بر روی تپه‌ای مصنوعی و خاکی موسوم به مات ساخته می‌شد و دور آن حیاطی محصور موسوم به «بِیْلی» قرار داشت. دور حیاط خاکریز دفاعی و نرده دفاعی‌کشیده می‌شد. ساخت این قلعه‌ها با استفاده از کارگران ناماهر آسان بود ولی بااین‌همه قابلیت دفاعی قابل‌توجهی داشتند. در هنگام صلح، ساکنان ترجیح می‌دادند در حیاط زندگی کنند، ولی در صورت حمله به قلعه، ساکنان به تپه عقب‌نشینی می‌کردند و صبر می‌کردند تا متجاوزان خسته شوند و حیاط محصور را رها کنند.
نیکولاس شَکِل، کسی که این عبارت را ساخت،
ترجیح می‌دهد که به‌جای عبارت «مغالطهٔ تپه‌وحیاط» از کلمهٔ «دکترینِ تپه‌وحیاط» استفاده کند.
به گفتهٔ او
«حیاط» تداعی‌گر موضع فلسفی است که برای طرفدارانش مطلوب و پسندیده‌است ولی دفاع از آن سخت است. «تپه» موضعی نامرغوب است که دفاع از آن آسان است و هنگام به چالش کشیده شد می‌توان به آن گریخت— 
هدف اولیهٔ شَکِل نقد جریان‌های دانشگاهیانی چون میشل فوکو، دیوید بلور، ژان-فرانسوا لیوتار، ریچارد رورتی، و ساخت اجتماعی واقعیت و در کل فلسفه پسامدرن بود.

## مثال‌ها
مثالی که خود شَکِل ارائه می‌کند عبارت «اخلاق ساخته‌ای اجتماعی است» است. در این مثال، تپه ساختهٔ اجتماعی بودن "خوب و بد" است، و حیاط این باور که "خوب و بد" وجود ندارد.
مغالطهٔ تپه‌وحیاط در مکالمات روزمره و غیردانشگاهی نیز رخ می‌دهد. برای مثال:
- شخص الف: «نمی‌دونم چرا بعضیا به اختربینی اعتقاد دارن. هیچ دلیل علمی‌ای برای اثباتش وجود نداره.»
- شخص ب: «یعنی می‌گی جاذبهٔ ماه روی جزر و مد تأثیر می‌ذاره ولی روی آدما هیچ تأثیری نداره؟ فکر می‌کنی آدما اینقدر قدرتمندن که طبیعت هیچ نفوذی روشون نداره؟ پس فرگشت هم واقعیت نداره دیگه.»

در اینجا شخص ب از حیاط جدال‌انگیزِ
- «با استفاده از جایگاه اجسام آسمانی از جمله ماه می‌توان به صورت علمی شخصیت، رفتار، و آینده آدم‌ها را پیش‌بینی کرد»

به تپهٔ ساده و قابل دفاعِ
- «نیروهای طبیعت، از جملهٔ جاذبهٔ ماه، بر زندگی انسان‌ها تأثیر می‌گذارند»

گریخته‌است.

## نقدها
استاد بلاغت رندی الن هریس بر این باور است که فهم بحث‌های اشخاص با عینک مغالطهٔ تپه‌وحیاط اصل همدلی را نقض می‌کند و بیش از آنکه لازم باشد برهان‌های دیگران را تحریف می‌کند.
به باور او استفاده از این مفهوم تلاش برای «فرار از نبرد و مناظره واقعی» از طریق غیرمنصفانه و نادرست نشان دادن طرف مقابل است.